# Hợp cốc
Hợp cốc là huyệt vị trên phần mu bàn tay người, thuộc đường kinh đại tràng (thủ dương minh đại tràng kinh).

## Vị trí
Khép ngón cái vào ngón trỏ, huyệt Hợp cốc là điểm nằm ngay trên đỉnh của gò cơ nơi hổ khẩu bàn tay. Giữa xương bàn tay thứ nhất và xương bàn tay thứ hai, trong cơ của xương bàn tay thứ nhất, dưới sâu là đầu cơ ngón tay cái, có mạng lưới tĩnh mạch bàn tay, có phân chi nông thần kinh xương cổ tay, dưới sâu có dây thần kinh của xương bàn tay và ngón cái.

## Tác dụng
Bấm huyệt Hợp cốc có thể chữa các chứng như mắt mệt, ù tai, cao huyết áp, đau răng, đau họng. Khi châm cứu điều trị cảm mạo nhưng không có mồ hôi thì người ta kết hợp châm cứu huyệt Hợp cốc. Huyệt này còn được dùng để bấm chữa nôn khi đi tàu xe, chữa đau đầu do ngộ độc rượu.
Trong võ thuật, người ta dùng Hợp cốc như là một sinh huyệt, dùng để hồi sinh con người sau khi bị điểm, đả ngất. Hợp cốc, Nhân trung, Thần đạo, Đại chùy là những huyệt vị tối quan trọng khi một võ sư giảng giải về cứu tỉnh cho võ sinh. Những huyệt vị này cũng có thể được dùng để cứu tỉnh người khi bị ngất do các nguyên nhân khác. Ngược lại trong võ thuật khi điểm được vào huyệt này cũng có thể gây đau chóng mặt, bàn tay tê liệt không thể cử động, thâm chí có thể gây tàn phế.